# Lion’s Head
Lion’s Head – szczyt w Kapsztadzie, w Republice Południowej Afryki, na terenie Parku Narodowego Góry Stołowej. Wysokość szczytu wynosi 669 m n.p.m. i leży on ok. 1 km na wschód od wybrzeża Oceanu Atlantyckiego. W XVII wieku Brytyjczycy zwali szczyt Sugar Loaf Mountain („głowa cukru”). Obecną nazwę nadali górze Holendrzy, która w ich języku brzmi Leeuwen Kop („głowa lwa”). Wzięła się ona stąd, iż sylwetka szczytu przypominała im przyczajonego lwa.
Obecną tradycją jest zdobywanie szczytu podczas pełni Księżyca. Zdobycie szczytu nie należy jednak do najłatwiejszych i zaleca się wchodzenie na niego w grupach, wraz z doświadczonym przewodnikiem. Ze szczytu roztacza się widok we wszystkich kierunkach, m.in. na zachodnie wybrzeże Atlantyku, Kapsztad, Zatokę Stołową i wyspę Robbeneiland.